# Палац Кшечуновичів
Пала́ц Кшечуно́вичів (пол. pałac Krzeczunowiczów) — пам'ятка архітектури стилю неокласицизм, споруджена в 1927–1929 рр. у селищі Більшівці, Галицький район, Івано-Франківська область.

## Історія
Палац-садиба постав на місці родинного маєтку Малецьких, побудованого ще в 1800 році. Родина Кшечуновичів, яка стала спадкоємицею Більшівців на початку ХІХ століття, успадкувала і палац, який кілька раз перебудовувала. Так, у середині ХІХ ст. перепланована садиба являла собою триповерхову прямокутну будівлю з випнутими середнім та двома бічними ризалітами.
У роки Першої світової війни двір Малецьких зазнав цілковитого знищення. У 1926–1929 рр на цьому місці Корнель Кшечунович побудував нову садибу за проектом польського архітектора Тадеуша Мокловського, надавши їй палацового вигляду.
Будова палацу розпочалася 1926 року. Загальний кошторис будівництва на той час склав близько 1,8 млн злотих. Для своєї садиби Корнель Кшечунович закупив такий же камінь, з якого був збудований замок короля Данила в Галичі.

## Архітектура
Будівля своїм зовнішнім виглядом нагадує типові садиби кінця XVIII — початку XIX століття. Виразна архітектура головного фасаду свідчать про палац як про памятку другої хвилі неокласицизму. Польський дослідник палацо-паркових ансамблів України Роман Афтаназій стверджував, що палац споруджено в дусі класицизму.

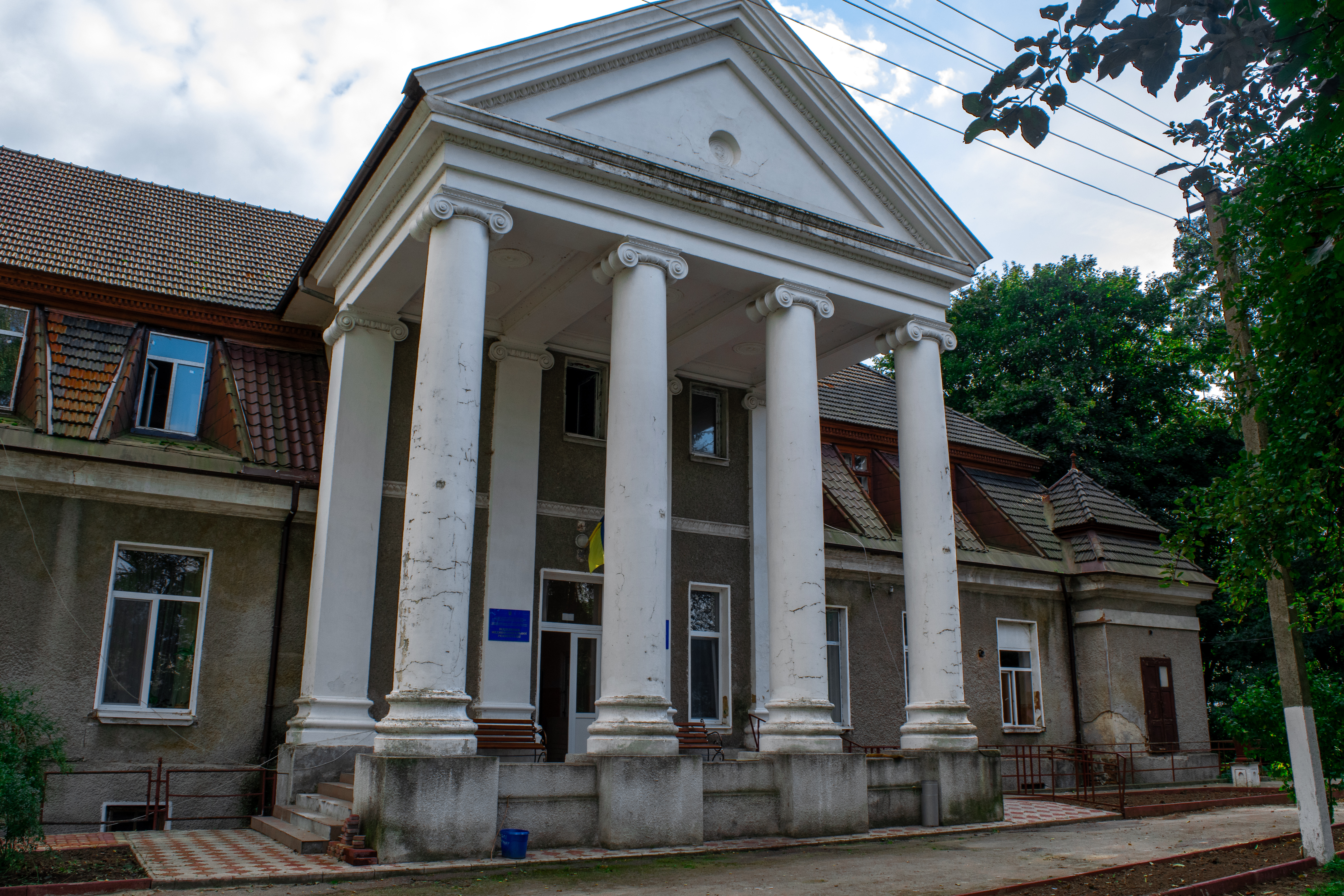
Палац зі сторони головного в'їзду

 У своїй монументальній праці «Dzieje rezydencji na dawnych kresach Rzeczpospolitej» (том 7) польський історик докладно описав архітектурні особливості палацу:
«Нова садиба, збудована у формі прямокутника, від сторони в'їзду презентувала себе менш достойно, аніж із задньої частини. В її одинацятистінному фасаді спереду виступали три осьові ризаліти, до яких був прилеглий чотироколонний йонський портик, увінчаний чотирикутним фронтом. Фронтальна частина була доповнена двома гербовими щитами останніх власників Більшівців. Другий поверх дому розділений з допомогою пілястрів також з йонськими капітелями, у кінці ризолітами, які пригадували давні алкежі.
Відрізнені були крайні осі будинку. Більш цілісно (монументально) виглядав задній фасад. Біля яскраво вираженого середнього ризаліту з віконими отворами, заповненими спереду йонськими пілястрами, виступали два бокові ризаліти, набагато вищі від решти конструкції будинку з покритими пілястровими кутами і відділеними дашками. Ще більше, ніж на фронтальній частині, вони нагадували застосовані в старопольському будівництві алкєжі. До центральної частини палацу прилягала велика тераса, оточена кам'яною балюстрадою з монументальними двосторонніми сходами, котрі вели до парку. З тераси було видно прекрасний краєвид на цілу околицю. Весь фасад покривала гладка штукатурка, окрім підвалів, котрі були покриті штукатуркою з горизонтальними жолобами. Палац покритий високим на чотири сторони (спади) ламаним дахом, у нижній частині якого були вікна мансандрових кімнат».

## Родина Кшечуновичів
Кшечуновичі мають вірменське коріння. Вони прибули до Речі Посполитої в другій половині XVII ст. на запрошення галицького старости Анджея Потоцького, який 1660 року заснував місто Станиславів (тепер — Івано-Франківськ). Будучи вмілими купцями, Кшечуновичі швидко завоювали авторитет на галицьких землях. 1785 року за наказом австрійського цісаря Йосифа ІІ родину Кшечуновичів переведено в шляхетський стан та надано їм родинний герб.
На початку XIX століття Валеріан Кшечунович (1790—1866) став спадкоємцем Більшівців. Його син Корнель (1815—1881) — посол Галицького сейму, а внук Александер (1863—1922) був визначним галицьким політиком і також послом до Сейму. Власником Більшівців 1922 року став Корнелій Кшечунович (1894—1988).
Відбудову Більшівців після руйнації періоду Першої світової війни розпочав ще батько Корнеля — Александер Кшечунович. Про нього говорили, що він «застав Більшівці дерев'яними, а залишив мурованими». Продовжив батькову справу вже Корнель.
Загалом до Другої світової війни коштом Кшечуновичів у Більшівцях було споруджено понад 130 господарських будівель, збудовано новий млин та налагоджено роботу місцевого рибного господарства. До слова, станом на 1927 рік у Більшівцях було 17 ставів загальною площею 400 га. За пізнішими підрахунками повоєнна відбудова містечка коштувала Кшечуновичам близько 7 млн злотих корон.
1939 року Корнель Кшечунович емігрував з родиною до Великої Британії, де і прожив решту свого життя.

## Сучасний стан
Після Другої світової війни палац ще довго (до середини 90-х рр. ХХ ст.) служив місцевою лікарнею. Зараз у приміщенні палацу розташований будинок людей похилого віку.